# منتخب باراغواي لاتحاد الرغبي
منتخب باراغواي الوطني لاتحاد الرغبي (بالإسبانية: Selección de rugby de Paraguay)‏ هو ممثل باراغواي الرسمي في المنافسات الدولية في اتحاد الرغبي .